# Artillerigårdens skyddsrum

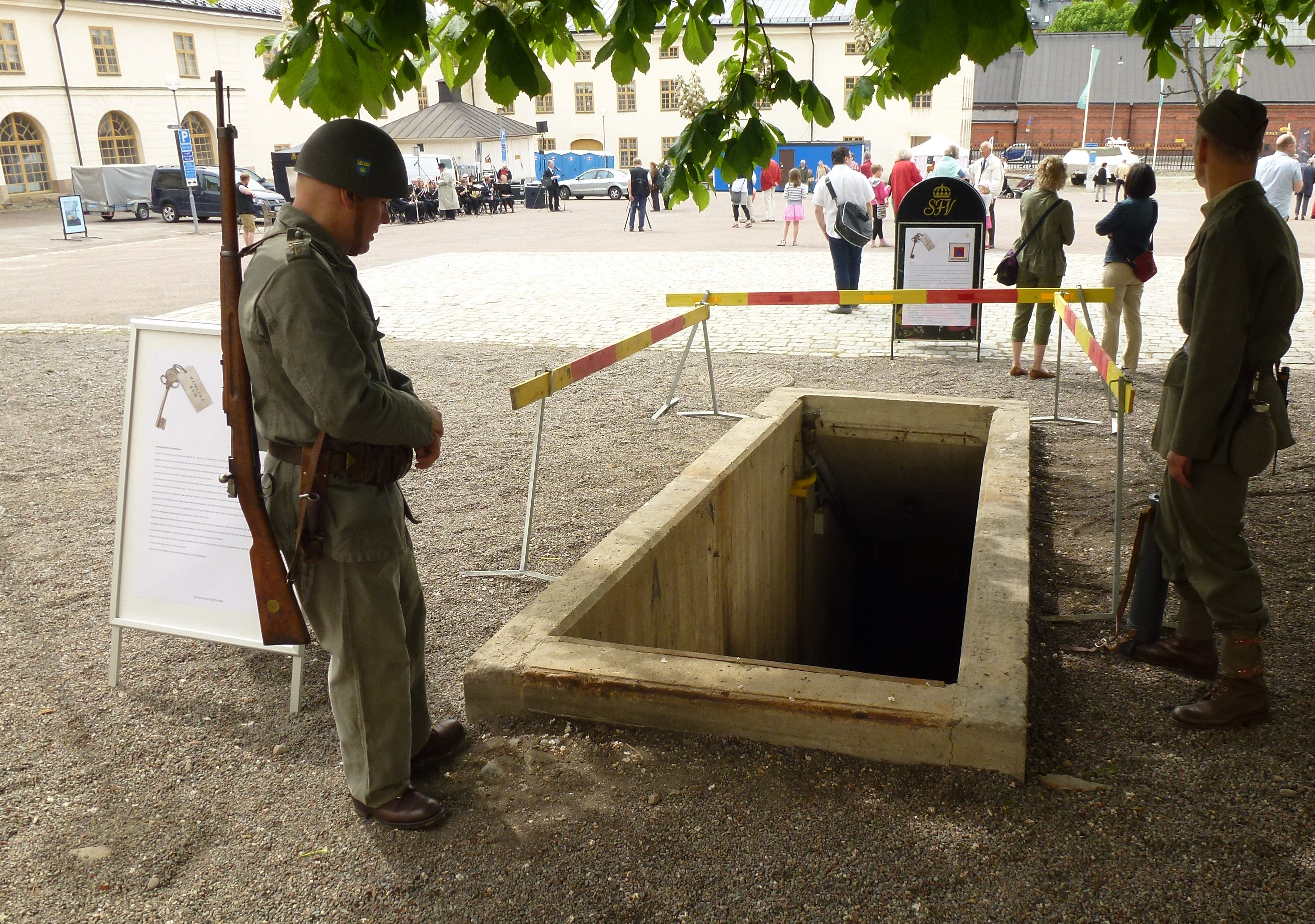
Trappan ner till ett av skyddsrummen.

Artillerigårdens skyddsrum består av två skyddsrum belägna under Artillerigården på Östermalm i Stockholm. Skyddsrummen anlades under andra världskriget och lades ner på 1970-talet. 
Via två öppningar på Artillerigården framför Armémuseum leder var sin trappa ner till två skyddsrum som anlades under 1940-talet. Öppningarna är normalt övertäckta men skyddsrummen öppnas ibland upp för allmänheten vid speciella visningar.
Artillerigårdens skyddsrum var avsedda att ge skydd åt den tjänstgörande militära personalen på Artillerigården vid ett eventuellt flyganfall mot Stockholm. Båda skyddsrummen är identiskt utförda och består av fyra rum cirka fem meter under marken. Varje rum är 30 m² stort och totalt skulle cirka 320 personer få plats i båda skyddsrummen. Efter trappan passerar man en gassluss. I det första rummet finns tre skrubbar med plåtväggar avsedda som torrklosetter. I ett av de bakre utrymmena fanns ursprungligen en reservutgång, som numera är igensatt. Idag står skyddsrummen tomma och har ingen praktisk funktion längre. 

## Bilder

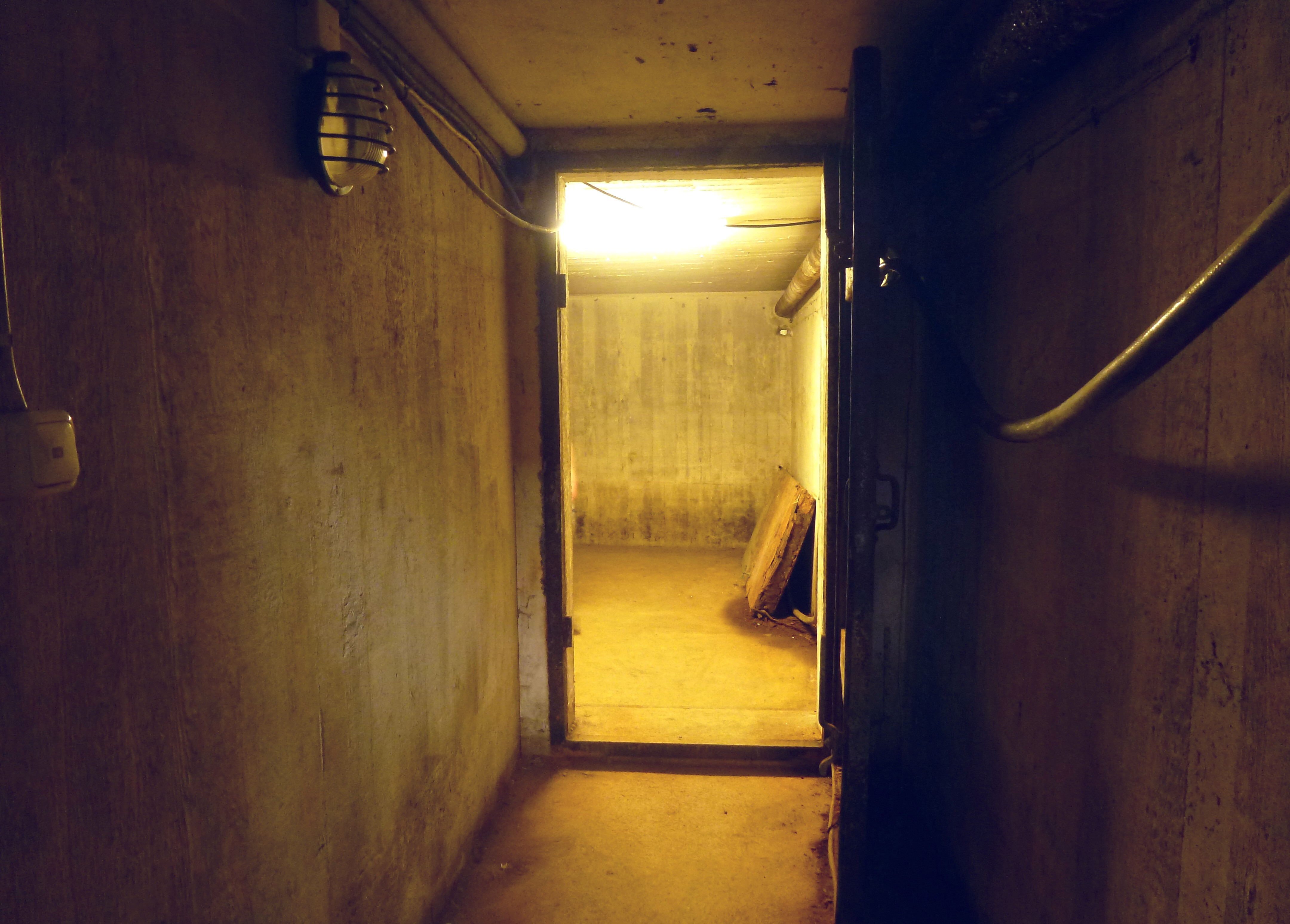
Gassluss
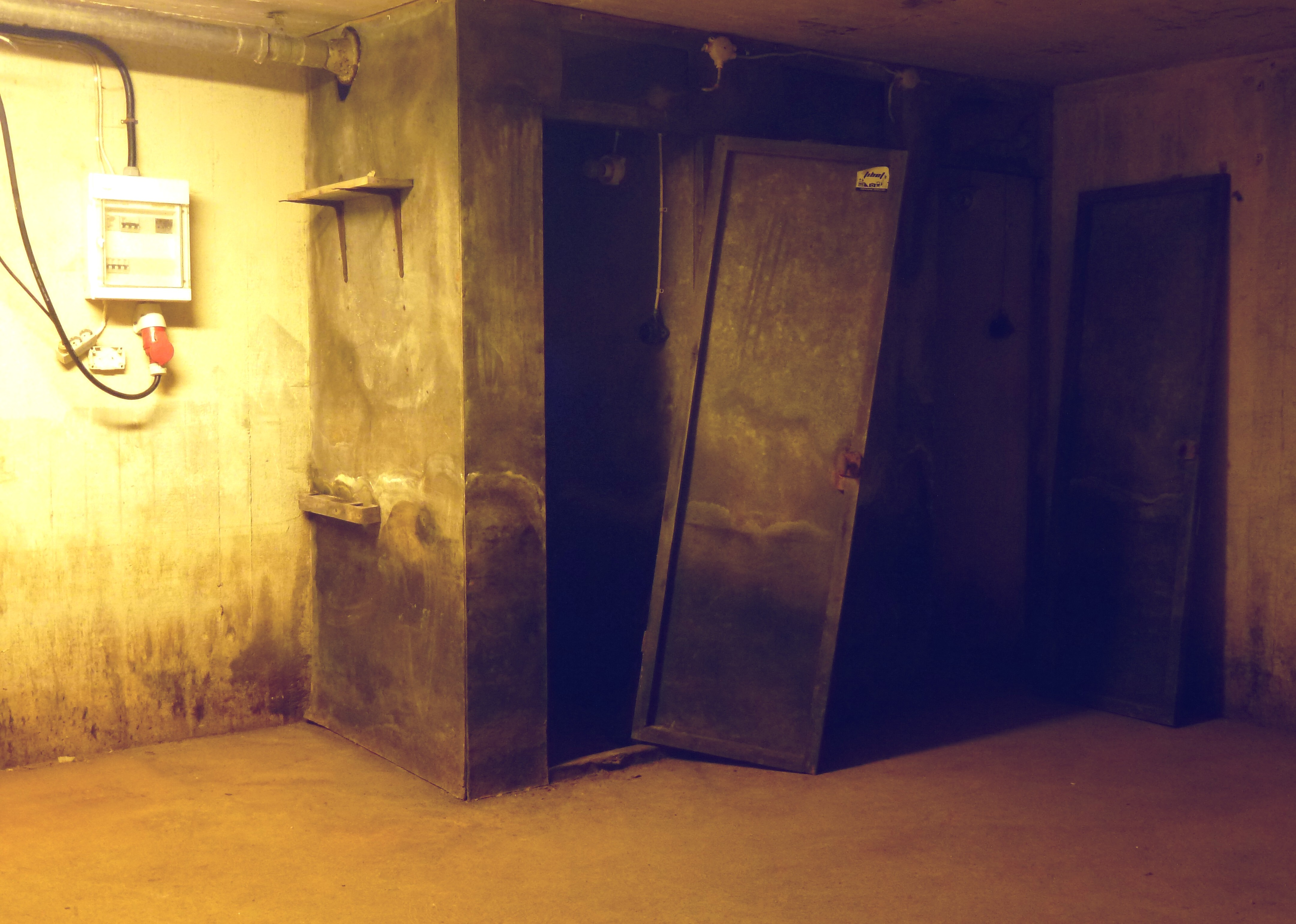
Torrklosetter
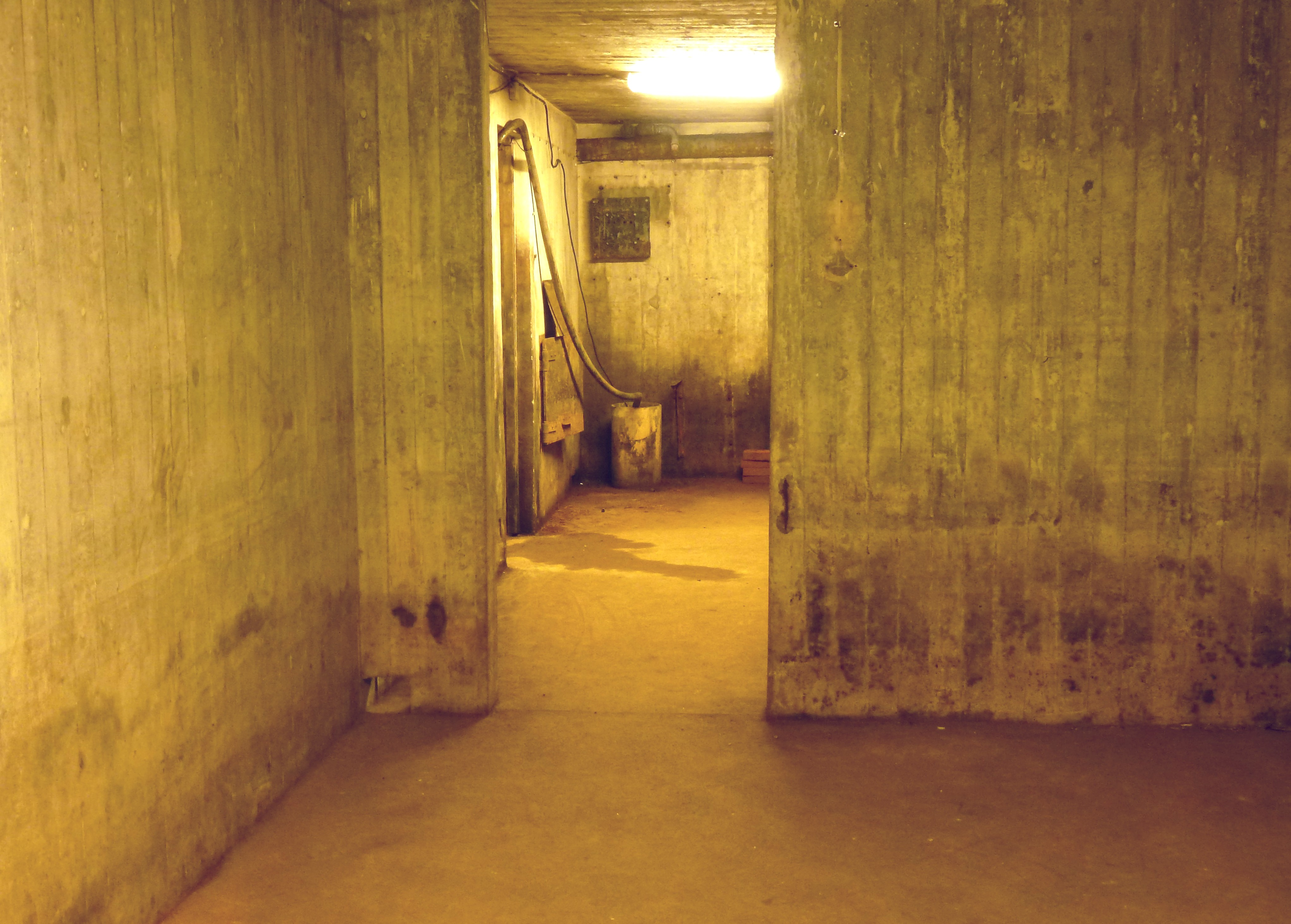
Rum tre och fyra
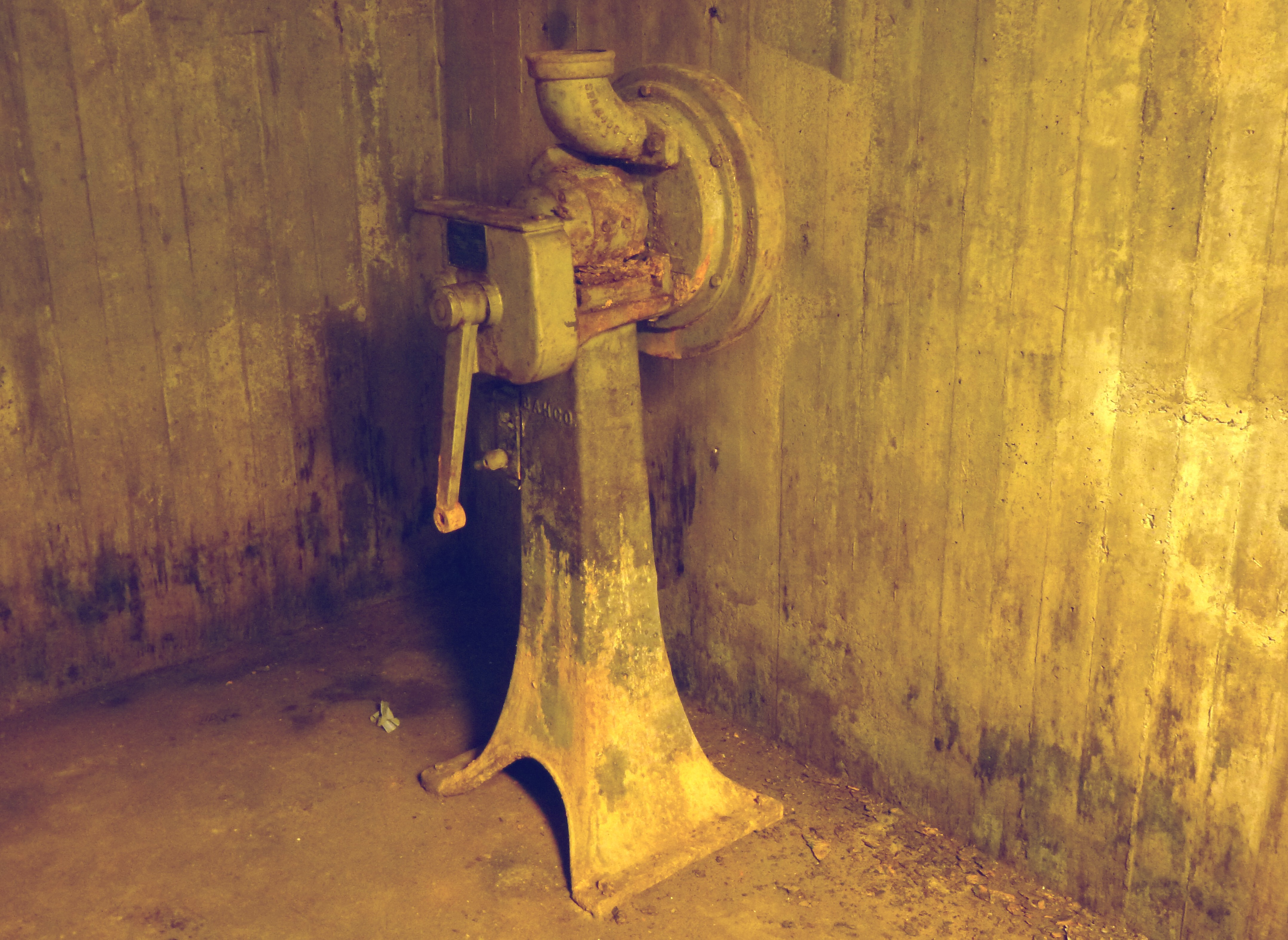
Handvevat ventilationsaggregat